# Dwight Howard
Dwight David Howard II (ur. 8 grudnia 1985 w Atlancie) – amerykański koszykarz występujący na pozycji środkowego.
Po ukończeniu szkoły średniej nie zdecydował się na podjęcie studiów i zgłosił się do draftu NBA, w którym został wybrany z pierwszym numerem przez Orlando Magic. Po ośmiu sezonach występów w Magic został wymieniony do Los Angeles Lakers. Rok później jako wolny agent podpisał kontrakt z Houston Rockets. W dalszych latach kariery grał jeszcze w Atlancie Hawks, Charlotte Hornets i Washington Wizards – w każdej z drużyn po jednym sezonie. W lipcu 2019 Wizards wymienili Howarda do Memphis Grizzlies, którzy wykupili jego kontrakt. W sierpniu tego samego roku podpisał umowę z Los Angeles Lakers.
Ośmiokrotnie brał udział w meczach gwiazd NBA i tyle samo razy był wybierany do najlepszych składów sezonu. W najlepszym defensywnie składzie sezonu znajdował się zaś pięciokrotnie. Trzy razy otrzymał także nagrodę dla najlepszego obrońcy sezonu. Pięciokrotnie był najlepszym zbierającym ligi (średnia na mecz), a dwukrotnie najlepszym blokującym. W 2008 zwyciężył w konkursie wsadów NBA.
Howard był członkiem kadry narodowej i olimpijskiej Stanów Zjednoczonych, w barwach której występował na Mistrzostwach Świata w Japonii (brązowy medal) i Igrzyskach Olimpijskich w Pekinie (złoty medal). Był również członkiem kadry na Igrzyska Olimpijskie w Londynie, jednak z udziału w nich wyeliminowała go kontuzja.

## Szkoła średnia
Uczęszczał do szkoły średniej Southwest Atlanta Christian Academy, gdzie jego ojciec pracował jako dyrektor sportowy. Grę w szkolnej drużynie koszykówki rozpoczynał jako rozgrywający, lecz w związku z szybkim rośnięciem zmieniano mu pozycję na niskiego skrzydłowego, a następnie silnego skrzydłowego. Rozgrywając przez cztery lata nauki łącznie 129 meczów, zdobywał średnio 16,6 punktu, 13,4 zbiórki oraz 6,3 bloku na mecz.
W ostatnim roku nauki wraz ze szkolną drużyną zdobył mistrzostwo stanu, notując średnio 25 punktów, 18,3 zbiórki, 8 bloków, 3,5 asysty oraz 3 przechwyty na mecz. Howard otrzymał wówczas nagrody dla najlepszego zawodnika szkół średnich: im. Jamesa Naismitha, Morgana Woottena oraz przyznawane przez Gatorade i McDonald’s. W owym sezonie wystąpił również w meczu gwiazd szkół średnich, gdzie został wybrany najbardziej wartościowym zawodnikiem spotkania (wspólnie z J.R.'em Smithem). W 2012 został wybrany jednym z 35 najlepszych zawodników w historii tychże meczów.

## Kariera zawodowa

### Orlando Magic (2004–2012)

#### Pierwsze lata (2004–2007)

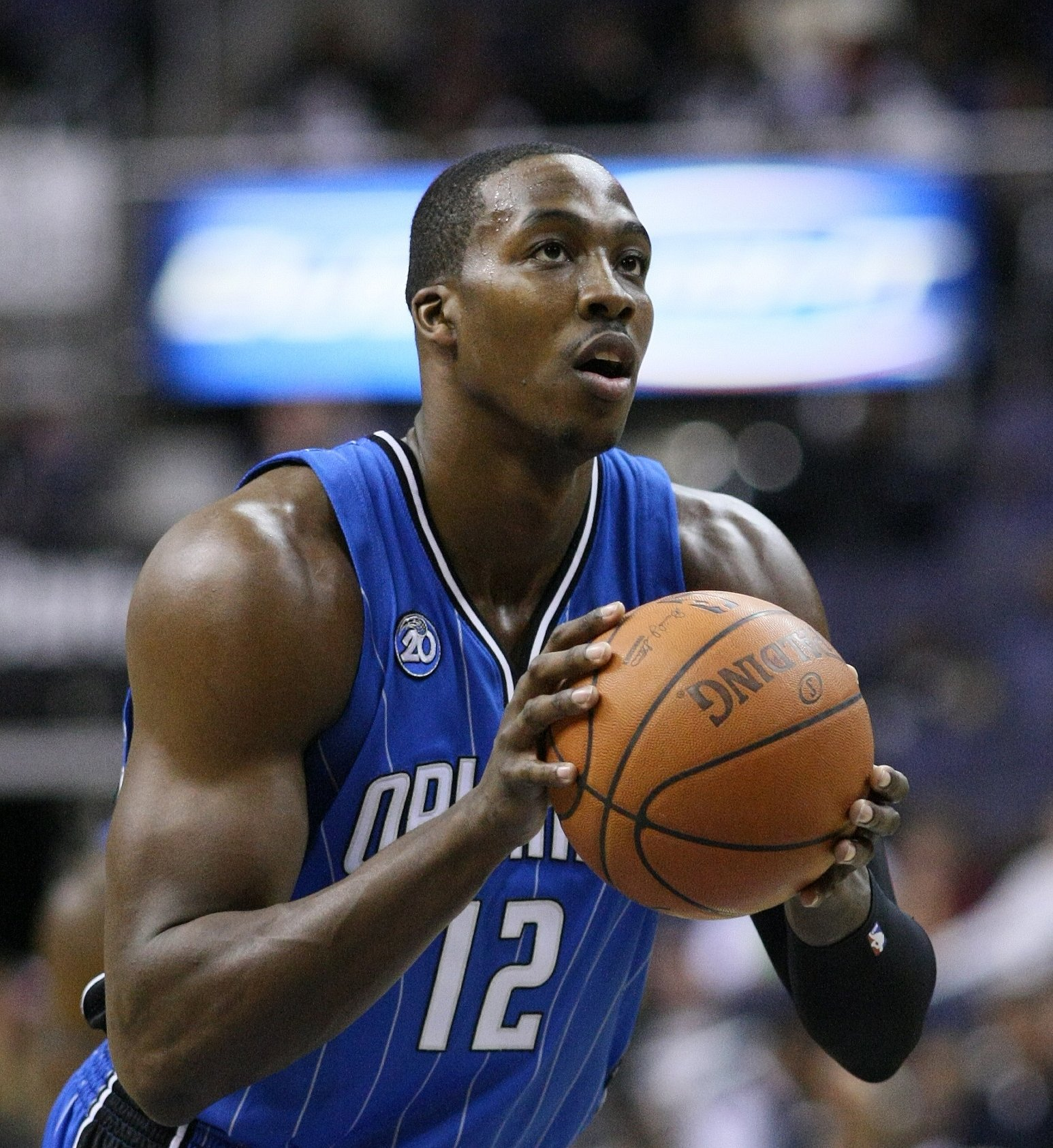
Howard wykonujący rzut wolny

Po ukończeniu szkoły średniej, Howard nie zdecydował się na rozpoczęcie studiów i zgłosił się do draftu NBA 2004, gdzie Orlando Magic wybrali go z pierwszym numerem przed będącym na drugim roku studiów Emeka Okaforem. Jako numer na koszulce zdecydował się wybrać liczbę 12, ponieważ jego idol Kevin Garnett za czasów gry w Minnesota Timberwolves nosił numer 21, co jest odwróceniem dwunastki. Howard dołączył do będących w kryzysie Magic, którzy zakończyli poprzedni sezon z wynikiem 21 zwycięstw; wcześniej też zespół stracił swojego lidera Tracy’ego McGrady’ego. Howard, ukończył swój debiutancki sezon ze zdobywanymi średnio 12 punktami oraz 10 zbiórkami na mecz, ustanawiając przy tym kilka rekordów National Basketball Association. Stał się najmłodszym graczem w historii NBA, który zdobywał średnio double double w sezonie regularnym, najmłodszym, który zdobywał średnio więcej niż 10 zbiórek w sezonie oraz najmłodszym, który zanotował ponad 20 zbiórek w jednym meczu. Jego osiągnięcia w pierwszym sezonie w NBA podkreślał fakt, że był pierwszym debiutantem, który przyszedł do NBA prosto po szkole średniej i wystąpił we wszystkich 82 spotkaniach zespołu. Oprócz tego wziął też udział w meczu debiutantów z drugoroczniakami i został jednogłośnie wybrany do najlepszej piątki debiutantów. Jednakże nie zdobył nagrody dla debiutanta roku, ustępując środkowemu Emeka Okaforowi z Charlotte Bobcats i rzucającemu obrońcy Benowi Gordonowi z Chicago Bulls.

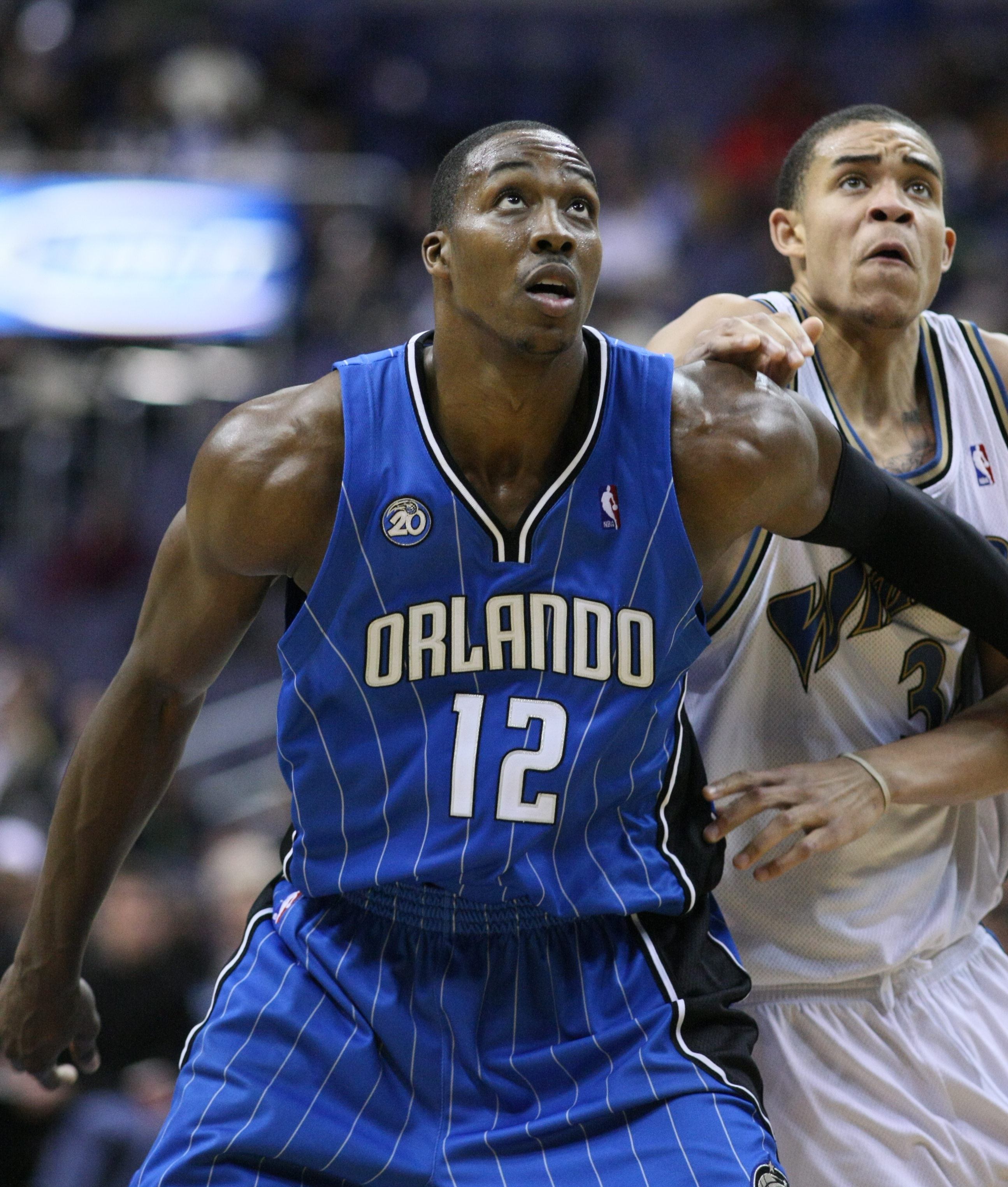
Howard walczący o pozycje z JaVale McGeem z Washington Wizards

Podczas przerwy przed rozpoczęciem kolejnego sezonu, Howard przybrał prawie dziesięć kilogramów masy mięśniowej. Jeden z trenerów Magic, będący wcześniej trenerem indywidualnym Shaquille O’Neala, Brian Hill, zdecydował, że Howard powinien przekształcić się z silnego skrzydłowego w środkowego. Hill skoncentrował treningi z Howardem na grze pod koszem i defensywie, motywując go dodatkowo, że musi stać się ”prawdziwym środkowym”, aby jego zespół dotarł do playoffs. 15 listopada 2005, w meczu u siebie przeciwko Charlotte Bobcats, Howard zdobył 21 punktów i 20 zbiórek, stając się najmłodszym zawodnikiem w historii NBA, który zanotował powyżej 20 punktów i 20 zbiórek w tym samym meczu. Został wybrany do drużyny drugoroczniaków na Rookie Challenge 2006 podczas weekendu gwiazd NBA, a w dniu 15 kwietnia 2006, ustanowił nowy rekord kariery w liczbie zbiórek w jednym meczu, zdobywając przeciwko Philadelphii 76ers 26 zbiórek; dodając też 28 punktów był blisko jednej z niewielu zdobyczy w historii NBA 30-30. Sezon zakończył ze średnio zdobywanymi, 15,8 punktu i 12,5 zbiórki na mecz, zajmując drugie miejsce w NBA w zbiórkach na mecz, ofensywnych zbiórkach i double double oraz szóste w procencie trafionych rzutów z gry. Pomimo progresu statystycznego Howarda w porównaniu z poprzednim sezonem, Magic osiągnęli bilans 36-46 i drugi rok z rzędu nie dostali się do playoffs.
Howard, jako tzw. franchise player Orlando zrobił kolejny krok do przodu w sezonie 2006-2007, w trzecim sezonie z rzędu występując we wszystkich 82 meczach sezonu zasadniczego. 1 lutego 2007, po raz pierwszy w karierze został wybrany do meczu gwiazd, gdzie pełnił rolę rezerwowego w drużynie konferencji wschodniej. Howard zakończył ten mecz ze zdobytymi 20 punktami i 12 zbiórkami. Niecały tydzień później, w meczu przeciwko Toronto Raptors, Howard ustanowił nowy rekord kariery w liczbie zdobytych punktów w jednym meczu, notując ich 32. Jednym z ważniejszych  momentów jego kariery był dający Magic zwycięstwo i wykończony przez niego alley oop, 9 lutego w meczu w Amway Arena przeciwko San Antonio Spurs. Podczas drogi do pierwszego w karierze udziału w playoffs, Howard pobił kolejny rekord kariery, zdobywając 14 kwietnia 2007 w meczu przeciwko Philadelphii 76ers 35 punktów. Pod jego dowodzeniem, Magic zakwalifikowali się jak ósmy zespół konferencji wschodniej do playoffs NBA 2007, co było ich pierwszym awansem do rozgrywek poza sezonowych od 2003. Jednakże, Magic odpadli już w pierwszej rundzie, przegrywając 4-0 z późniejszym uczestnikami finału konferencji, Detroit Pistons. Howard zdobywał średnio 17,6 punktu i 12,3 zbiórki na mecz, przewodząc w lidze w łącznej sumie zanotowanych zbiórek, zajmując też drugie miejsce w skuteczności rzutów z gry i dziewiąte w blokach na mecz, zostając przy tym wybranym do trzeciego składu najlepszych zawodników NBA.

#### Lider corocznych mistrzów dywizji (2007-2010)

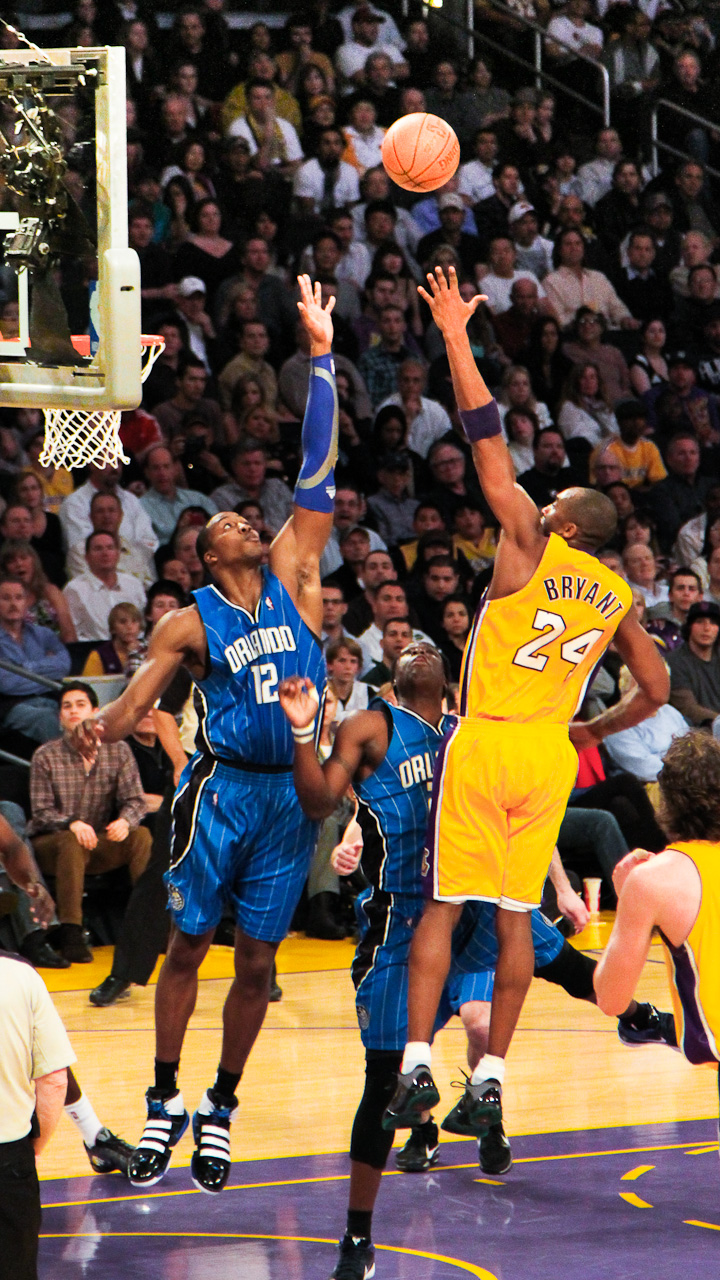
Howard blokujący rzut Kobego Bryanta z Los Angeles Lakers

W sezonie 2007-2008, Howard po raz pierwszy w karierze został wybrany do pierwszej piątki drużyny konferencji wschodniej na mecz gwiazd, kończąc rozgrywki z najwyższą w lidze liczbą 69 double double w sezonie oraz ośmiokrotnie notując więcej niż 20 punktów i 20 zbiórek w jednym meczu. 16 lutego 2008, wygrał konkurs wsadów NBA, zdobywając 78 procent głosów. W tymże konkursie wykonał wsad z przyczepioną peleryną supermana, przez co zyskał pseudonim „Superman”. Magic wraz z Howardem, zdobyli po raz pierwszy od 12 lat tytuł mistrzów dywizji oraz drugi rok z rzędu awansowali do playoffs. W pierwszej rundzie trafili na Toronto Raptors, w serii z którymi, Howard trzykrotnie w pięciu meczach zdobywał powyżej 20 punktów i 20 zbiórek. W całej serii zanotował on 91 zbiórek, więcej niż cały skład Toronto. W następnej rundzie przeciwko Detroit Pistons, Magic przegrali pierwsze dwa mecze. Zdobycie przez Howarda 20 punktów i 12 zbiórek w meczu numer trzy dały im zwycięstwo u siebie. W tym samym tygodniu, Howard został pierwszy raz w karierze mianowany do najlepszego składu NBA, oraz drugiego składu obrońców. Magic przegrali dwa kolejne mecze z Pistons i też całą serię wynikiem 4-1.
Po dziesięciu spotkaniach sezonu 2008–2009, Howard był liderem ligi w zdobywanych blokach na mecz (4,2) oraz zanotował w tym czasie pierwsze w karierze triple-double: 30 punktów, 19 zbiórek i 10 bloków. Na półmetku sezonu, Howard nadal był liderem ligi w blokach oraz objął prowadzenie w kategorii zbiórek, a także był jednym z najlepszych zawodników w skuteczności rzutów z gry. Zdobył on też rekordową liczbę 3,1 miliona głosów w wyborach do pierwszej piątki reprezentacji konferencji wschodniej na mecz gwiazd NBA 2009. 25 marca 2009, Magic z Howardem na czele zdobyli drugi rok z rzędu tytuł mistrzów dywizji południowo-wschodniej, kończąc sezon z trzecim najlepszym w konferencji bilansem 59–23 i tym samym awansując do playoffs. W dniu 21 kwietnia 2009, został najmłodszym zdobywcą nagrody dla najlepszego obrońcy rozgrywek, co było jego celem na tamten sezon. Magic rozpoczęli playoffs bez kontuzjowanego pierwszego rozgrywającego zespołu – Jameera Nelsona. W piątym meczu pierwszej rundy przeciwko Philadelphii 76ers, Howard zdobył rekordowe 24 punkty i 24 zbiórki, dając Magic prowadzenie w serii 3-2, którzy ostatecznie zakończyli ją w sześciu spotkaniach. 6 maja 2009 został mianowany do pierwszego składu obrońców, a tydzień później do najlepszej piątki sezonu.

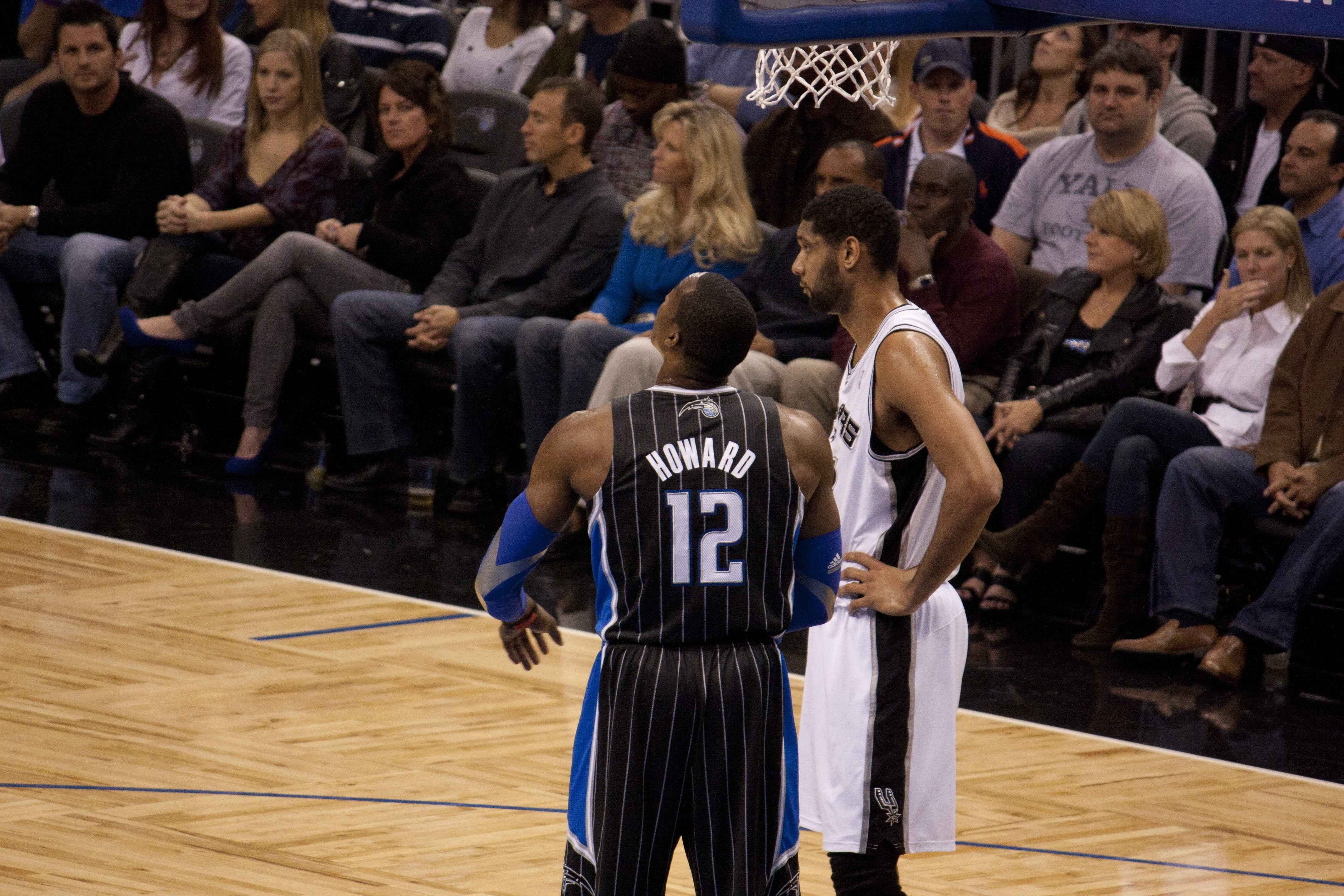
Howard obok Tima Duncuna z San Antonio Spurs

W drugiej rundzie playoffs, przeciwko broniącym tytułu Boston Celtics, Magic wygrali mecz piąty, po czym Howard publicznie zakwestionował taktykę trenera Stana Van Gundy'ego, mówiąc że powinien otrzymywać więcej piłek; w meczu numer sześć zdobył on 23 punkty i 22 zbiórki, przedłużając serię do siódmego spotkania. Po pokonaniu Bostonu, Magic zwyciężyli 4-2 w serii z Cleveland Cavaliers, prowadzonymi przez ówczesnego MVP ligi LeBrona Jamesa. W decydującym szóstym spotkaniu, Howard zdobywając 40 punktów ustanowił swój nowy rekord kariery, prowadząc Magic do pierwszych od 14 lat finałów NBA. Ich przeciwnicy – Los Angeles Lakers zwyciężyli w pierwszych dwóch spotkaniach w Staples Center, jednakże to Magic zwyciężyli pierwszy mecz po przeniesieniu się serii do Orlando. W czwartym meczu, Howard zanotował 21 zbiórek i rekordowe w finałach dziewięć bloków, lecz Magic przegrali po dogrywce. Lakers wygrali także mecz numer pięć i zostali nowymi mistrzami NBA.
Przed sezonem 2009–2010, Magic dokonali paru zmian w składzie: wysyłając Hedo Türkoğlu do Toronto Raptors i pozyskując ośmiokrotnego uczestnika meczów gwiazd Vince Cartera z New Jersey Nets. Tak jak w poprzednich dwóch sezonach, Magic dobrze rozpoczęli sezon, zwyciężając 17 z pierwszych 21 spotkań. W tym też sezonie, Howard dwukrotnie był wybierany najlepszym graczem miesiąca konferencji wschodniej. 21 stycznia 2010, Howard został wybrany do pierwszej piątki wschodu na mecz gwiazd NBA 2010. Niedługo po zakończeniu sezonu regularnego, w którym to Magic zanotowali 59 zwycięstw i trzeci raz z rzędu wygrali swoją dywizję, Howard wygrał w drugim kolejnym roku nagrodę dla najlepszego obrońcy ligi. Stał się on też pierwszym graczem w historii NBA, który był liderem ligi w zbiórkach i blokach dwa razy z rzędu. W trakcie playoffs, Magic pokonali w czterech meczach zarówno Charlotte Bobcats i Atlantę Hawks, odpowiednio w pierwszej i drugiej rundzie. W drodze do finałów NBA, Magic znów trafili na Boston Celtics, w starciu z którymi przegrali pierwsze trzy mecze, wygrywając dwa następne, lecz ostatecznie ulegli im w szóstym meczu.

#### Dwightmare (2010–2012)

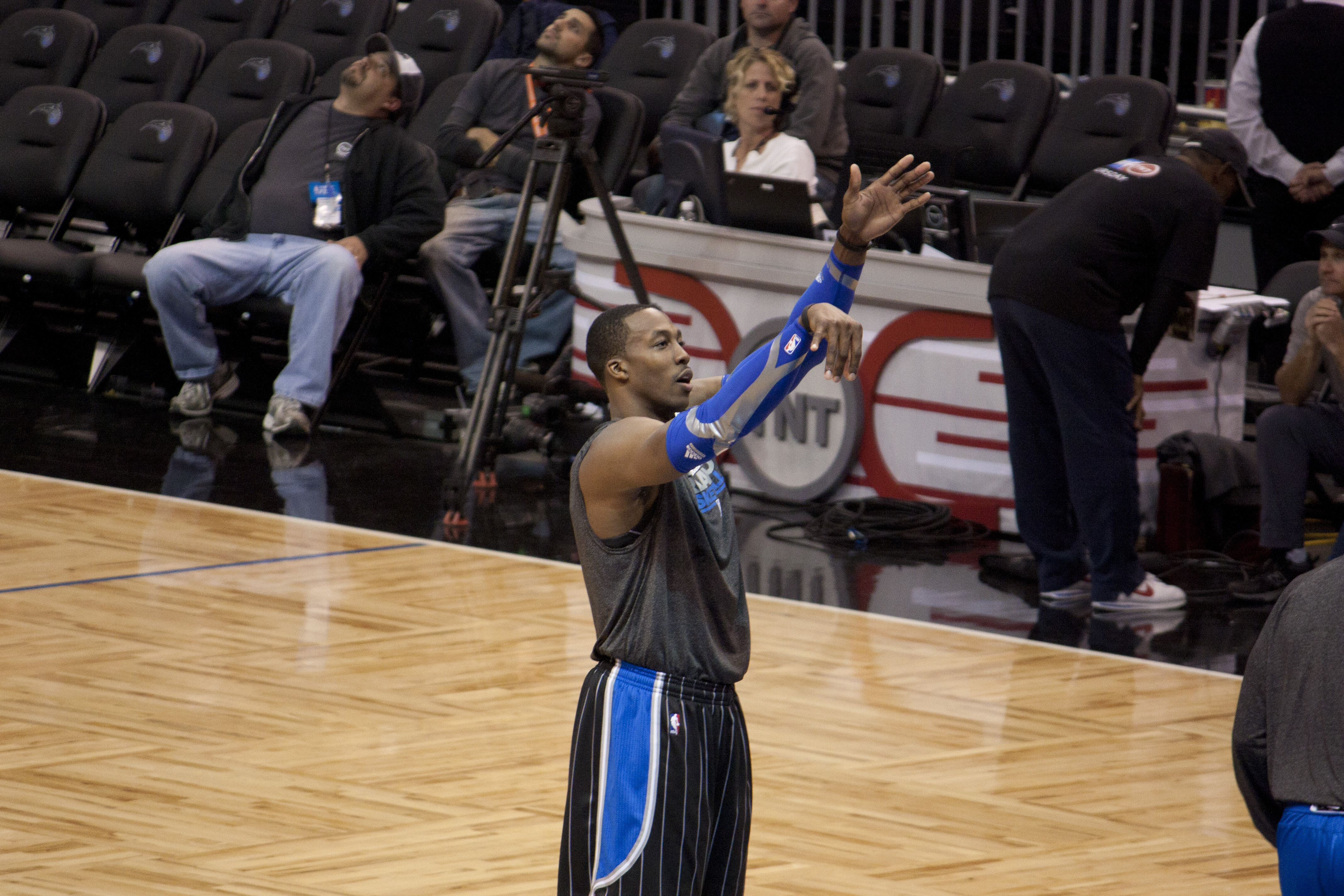
Howard w przygotowaniach do meczu

W sezonie regularnym 2010–2011, Howard notował rekordowe w karierze średnie w punktach i skuteczności z gry, jednak Magic nie byli w stanie czwarty rok z rzędu zwyciężyć w swojej dywizji. Wygrali ją Miami Heat, a Magic z wynikiem 52 zwycięstw zakończyli sezon na czwartym miejscu w konferencji wschodniej. Jednakże przegrali oni już w pierwszej rundzie playoffs z Atlantą Hawks. W tymże sezonie, Howard był liderem ligi w liczbie fauli technicznych, kończąc też jedno spotkanie będąc wyrzuconym z boiska po dwóch takowych faulach. Po zakończeniu rozgrywek zajął drugie miejsce w głosowaniu na MVP sezonu.
Ze względu na lokaut w NBA, sezon regularny 2011–2012 został skrócony do 66 spotkań. Niedługo po zakończeniu lokautu, Howard, który miał w kontrakcie zapisaną klauzule zezwalająca mu na zostanie po zakończeniu sezonu wolnym agentem, zażądał wymiany do New Jersey Nets, Los Angeles Lakers lub Dallas Mavericks. Howard stwierdził, że choć pozostanie w Orlando byłoby dla niego korzystne, to zarząd Magic nie robił nic aby umożliwić mu walkę o mistrzostwo NBA.
Podczas gdy w opinii publicznej trwały dyskusje na temat jego przyszłości, w meczu przeciwko Golden State Warriors, Howard stawał na linii rzutów wolnych rekordowe 39 razy. Rozpoczynał mecz trafiając średnio tylko 42 procent tychże rzutów i łącznie sześćdziesiąt procent w całej karierze. Warriors celowo faulowali Howarda, wiedząc o jego słabej skuteczności, dzięki czemu pobił on rekord 34 oddanych rzutów wolnych należący do Wilta Chamberlaina od 1962 (Shaquille O’Neal oddał również 39 rzutów wolnych w drugim meczu finałów NBA 2000). Howard trafił 21 z 39 prób, kończąc zwycięski dla Magic 117-109 mecz z wynikiem 45 punktów i 23 zbiórek. W dniu 24 stycznia 2012, Howard został najlepszym strzelcem w historii Magic, pobijając poprzedni rekord 10 650 punktów należący do Nicka Andersona.
Dzień przed zakończeniem okresu transferowego sezonu NBA 2011–2012, Howard oficjalnie zrzekł się praw do rezygnacji z kończącego się sezon później kontraktu i zobowiązał się pozostać w Magic w sezonie 2012–2013. Wcześniej też prosił od transfer do New Jersey Nets, przez co Magic byli gotowi wymienić go do Nets, gdyby nie zrezygnował on z klauzuli, aby nie stracić go latem jako wolnego agenta. W dniu 19 kwietnia 2012, agent Howard stwierdził, że podda się on operacji kręgosłupa, wyeliminowującej go z gry w reszcie sezonu 2011–2012 oraz z Igrzysk Olimpijskich 2012 w Londynie. W trakcie przygotowań do następnego sezonu, Howard ponownie zażądał wymiany do Nets, mówiąc, że po sezonie 2012–2013 na pewno nie przedłuży z kontraktu z Orlando Magic.

### Los Angeles Lakers (2012–2013)

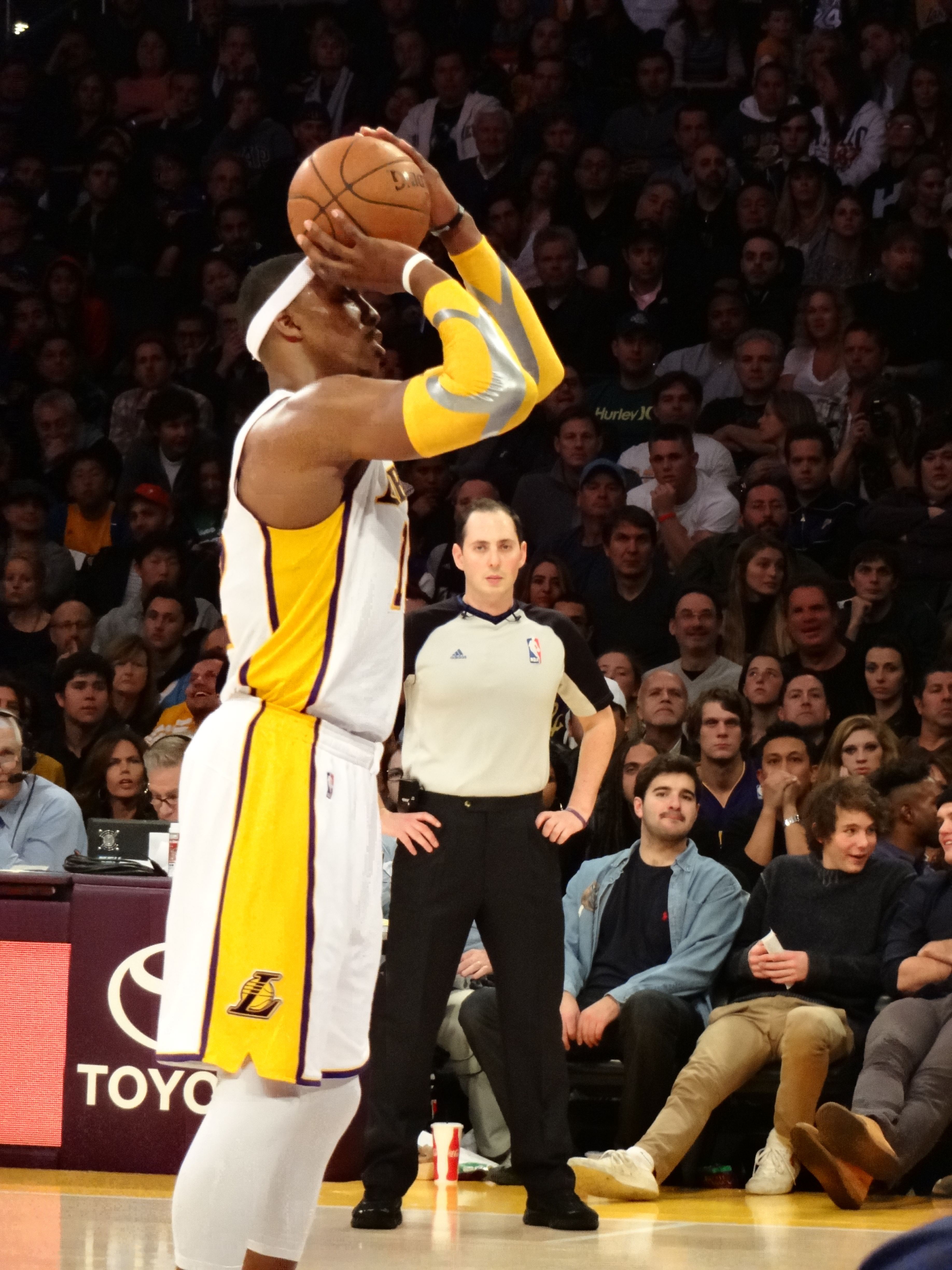
Howard wykonujący rzut wolny

10 sierpnia 2012 Magic postanowili oddać go do Los Angeles Lakers, w wymianie która objęła także Philadelphię 76ers i Denver Nuggets. Na oficjalnej konferencji prasowej Howarda, została opublikowana jego nowa koszulka z numerem 12, tym samym, który nosił w Magic. Po tym wydarzeniu fani Magic zaczęli masowo palić koszulki z nazwiskiem Howarda.
Howard nie uprawiał koszykówki po swojej kwietniowej operacji przez kolejnych sześć miesięcy i do sezonu 2012/13 przystępował po zaledwie czterech tygodniach obozu treningowego i przygotowania przedsezonowego. Mimo występu w tylko dwóch meczach przedsezonowych, był w stanie grać w meczu otwierającym sezon, przeciwko Dallas Mavericks. Zdobył w nim 19 punktów i miał 10 zbiórek, ale trafił tylko 3 z 14 rzutów osobistych i musiał zejść z boiska za sześć fauli, a Lakers przegrali 99-91. Po pierwszych pięciu spotkaniach, z których drużyna z Los Angeles wygrała tylko jedno, zwolniony został trener Mike Brown, a na jego miejsce wybrano Mike’a D’Antoniego. 4 stycznia 2013 Howard nabawił się kontuzji prawego barku podczas przegranego meczu 112-105 z lokalnymi rywalami, Los Angeles Clippers, przy starciu z Caronem Butlerem. Mimo kontuzji, zagrał w kolejnym meczu, przeciwko Denver Nuggets, w którym wyrównał swój rekord kariery pod względem zebranych piłek (26 zbiórek). Opuścił jednakże trzy kolejne mecze z powodu tej kontuzji. W połowie sezonu Lakers notowali rozczarowujący bilans 17-24. Zdobywał 17,1 punktu przy 58,2% skuteczności, 12,3 zbiórki i 2,5 bloku, ale też 3,6 fauli i 3,2 straty na mecz, przy celności 50,2% z linii rzutów osobistych.
Howard był niezadowolony z powodu otrzymywania zbyt małej ilości podań oraz czuł, że Kobe Bryant rzuca za dużo. W spotkaniu przeciwko Memphis Grizzlies, zdobył tylko 2 punkty i cztery zbiórki w 14 minut, przed odnowieniem się kontuzji ramienia. Powrócił w kolejnym meczu, bez żadnych widocznych efektów kontuzji. 30 stycznia, przez odnowioną kontuzję, musiał opuścić boisko w starciu z Phoenix Suns. Opuścił trzy kolejne mecze. Bryant stwierdził, że Howard „martwi się za bardzo” i [Howard] „nie chce nikogo zawieść” i naciskał na niego, by grał pomimo bólu, kiedy Pau Gasol był poza grą z kontuzją prawej stopy. Po raz kolejny został wybrany do udziału w Meczu Gwiazd, w którym zdobył 9 punktów i miał 7 zbiórek.

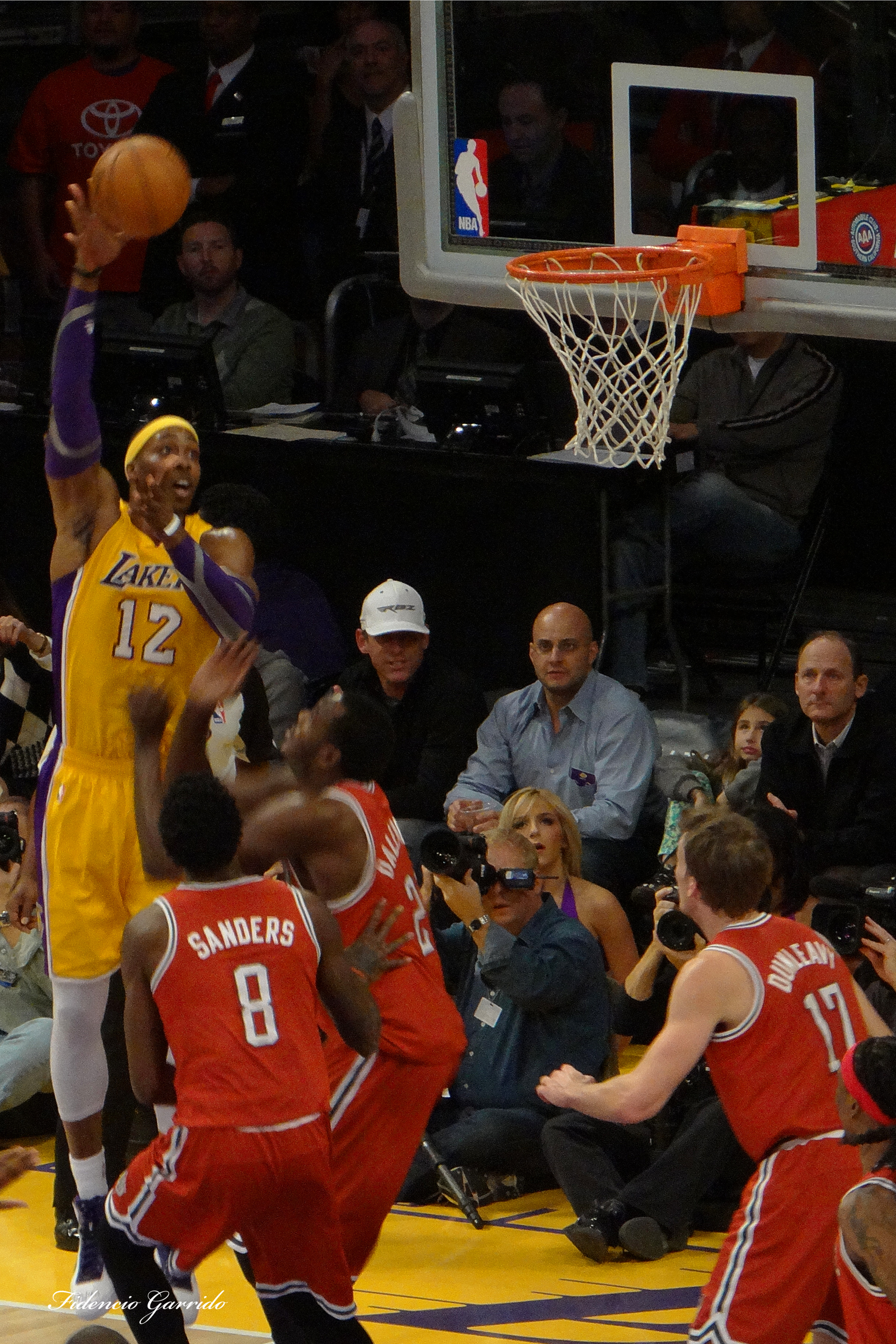
Howard oddaje rzut półhakiem przeciwko Milwaukee Bucks

Podczas przerwy spowodowanej przez Mecz Gwiazd, Howard postanowił poświęcić się by mieć lepszą drugą połowę sezonu. Przeszedł na zdrowszą dietę, eliminując z niej cukry, by być w lepszej kondycji, do ustabilizowania wysokiego poziomu gry w obronie i grania preferowanych przez D’Antoniego zagrań pick and roll. Po Weekendzie Gwiazd wyglądał bardziej świeżo. 23 lutego, stwierdził, że wciąż nie jest nawet blisko swoich potencjalnych możliwości. Lakers z dziesięciu kolejnych meczów po Weekendzie Gwiazd wygrali osiem, a Howard zdobywał w nich średnio 15,5 punktu, 14,8 zbiórki i 2,6 bloku. W swoim pierwszym, po transferze, meczu w Orlando, 12 marca, trafił 25 na 39 rzutów osobistych, ustanawiając tym samym rekordy Lakers pod względem ilości celnych i oddanych rzutów za 1 punkt, oraz wyrównał swój rekord NBA w tej drugiej kategorii. 27 marca, w występie przeciwko Minnesota Timberwolves, Howard został pierwszym graczem, od Shaquille’a O’Neala z sezonu 1996/97, który zdobył przynajmniej 25 punktów, 15 zbiórek, 5 przechwytów i 5 bloków. Lakers ostatecznie zajęli siódme miejsce w konferencji Wschodniej i awansowali do fazy play-off. Tam jednak, bez kontuzjowanego Bryanta, odpadli w pierwszej rundzie, przegrywając z San Antonio Spurs 4-0. W meczu nr 4, Howard został wyrzucony z boiska za dwa faule techniczne.
Howard zakończył sezon z najniższą średnią zdobywanych punktów od swojego drugiego roku w NBA oraz, drugi sezon z rzędu, trafiał poniżej 50% rzutów osobistych. Był jednak liderem ligi pod względem zbiórek na mecz i został sklasyfikowany na drugim miejscu pod względem celności rzutów z gry. Mimo powrotu po operacji pleców, Howard opuścił zaledwie sześć meczów, wszystkie z powodu kontuzji barku. Został wybrany do trzeciej piątki NBA. Po sezonie został wolnym agentem i mógł otrzymać maksymalny kontrakt od Lakers na pięć lat, warty 118 milionów dolarów, lub od innej drużyny, na cztery lata, warty 88 milionów.

### Houston Rockets (2013–2016)
Na początku lipca 2013, Howard spotkał się z przedstawicielami Lakers, Dallas Mavericks, Houston Rockets, Golden State Warriors i Atlanta Hawks. 13 lipca 2013 oficjalnie podpisał kontrakt z Rockets. Po podjęciu przez niego decyzji, jego były kolega z drużyny, Steve Nash powiedział, że Howard nigdy nie chciał być Jeziorowcem. W swoim pierwszym meczu, przeciwko Charlotte Bobcats, Howard zdobył 17 punktów i miał 26 zbiórek, przez co wyrównał rekord kariery, oraz dwa bloki. 4 czerwca 2014 został wybrany do drugiej piątki All-NBA Team za sezon 2013/14.

### Dalsza kariera (od 2016)
12 lipca 2016 jako wolny agent podpisał trzyletni kontrakt z zespołem Atlanta Hawks na kwotę 70,5 miliona dolarów. 20 czerwca 2017 w wyniku wymiany trafił do zespołu Charlotte Hornets. 6 lipca 2018 został wysłany do Brooklyn Nets w zamian za Timofieja Mozgowa, prawa do Hamidou Diallo, wybór II rundy draftu 2021 oraz zobowiązania gotówkowe. Następnie, jeszcze tego samego dnia został zwolniony. 11 lipca 2018 został zawodnikiem Washington Wizards. 6 lipca 2019 trafił w wyniku wymiany do Memphis Grizzlies. 24 sierpnia został zwolniony. Howard wystąpił w zaledwie 9 spotkaniach Washington Wizards. 29 sierpnia 2019 Howard podpisał niegwarantowaną umowę z Los Angeles Lakers.
21 listopada 2020 zawarł kontrakt z Philadelphia 76ers. 6 sierpnia 2021 po raz kolejny w karierze dołączył do Los Angeles Lakers.

## Osiągnięcia

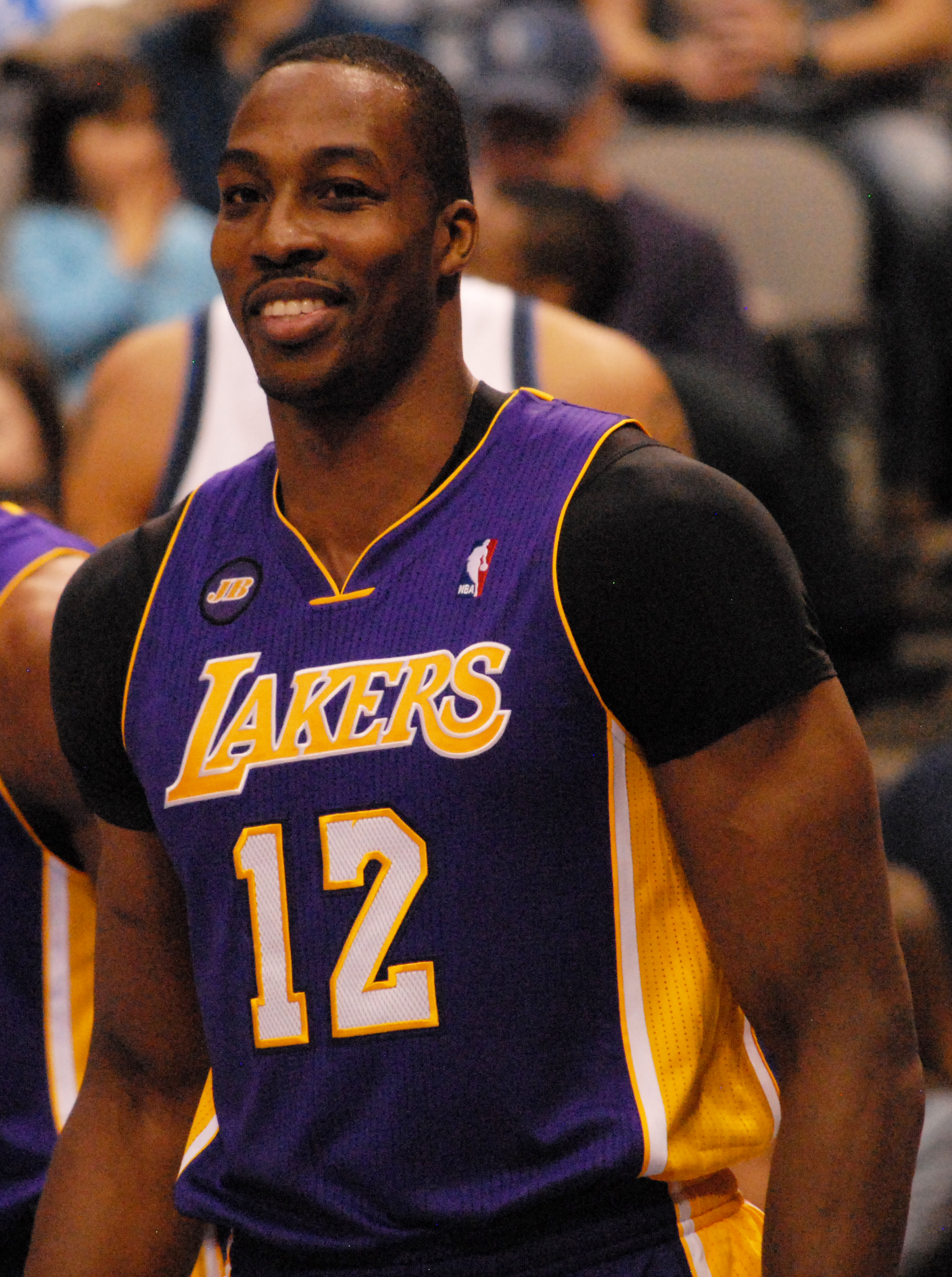
Howard w barwach Los Angeles Lakers (2013)

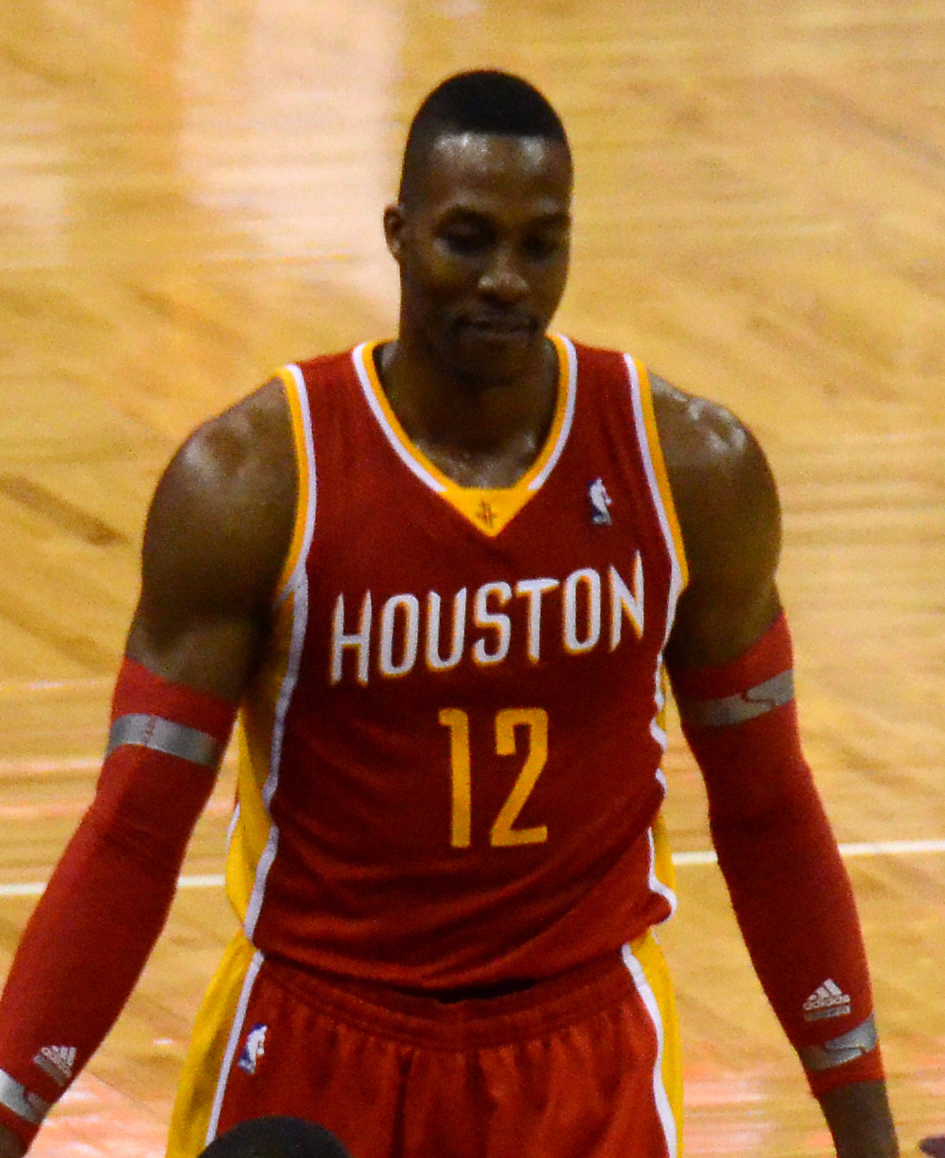
Howard jako zawodnik Houston Rockets (marzec 2014)

Stan na 16 października 2023, na podstawie, o ile nie zaznaczono inaczej.

### NBA
- Mistrz NBA (2020)
- Wicemistrz NBA (2009)
- 3-krotny mistrz dywizji Południowo-Wschodniej (2008, 2009, 2010)
- 3-krotny obrońca roku NBA (2009, 2010, 2011)[127]
- Wybrany do:
  - I składu:
    - NBA (2008–2012)
    - defensywnego NBA (2009–2012)[128]
    - debiutantów NBA (2005)[129]
    - letniej ligi NBA (2005)

  - II składu:
    - NBA (2014)
    - defensywnego NBA (2008)[128]

  - III składu NBA (2007, 2013)
- Zwycięzca konkursu wsadów NBA (2008)
- Uczestnik:
  - meczów gwiazd NBA (2007–2014)
  - konkursu wsadów NBA (2007 – 3. miejsce, 2008, 2009 – 2. miejsce, 2020[130])
- Lider:
  - sezonu regularnego w:
    - blokach (2009, 2010)
    - zbiórkach (2008–2010, 2012, 2013)
    - skuteczności rzutów z gry (2010)

  - play-off w średniej:
    - zbiórek (2008, 2009, 2011, 2014, 2015)[131]
    - bloków (2008, 2010, 2014)[132]

### Inne
- MVP meczu gwiazd ligi Tajwanu (2023)[133]
- Najlepszy zagraniczny zawodnik ligi Tajwanu T1 (2023)[134]
- Najbardziej znany zawodnik meczu gwiazd Ligi Tajwanu (2023)
- Zaiczony do I składu:
  - ligi Tajwanu T1 (2023)[135]
  - defensywnego ligi Tajwanu T1 (2023)[136]
- Lider ligi Tajwanu w zbiórkach (2023)
- Uczestnik:
  - meczu gwiazd ligi Tajwanu (2023)[137]
  - konkursu rzutów za 3 punkty ligi Tajwanu (2023)[137]

### Reprezentacja
- Mistrz:
  - olimpijski (2008)
  - Ameryki (2007)
- Brązowy medalista mistrzostw świata (2006)

## Statystyki w NBA
Na podstawie Basketball-Reference.com (ang.)

Stan na koniec sezonu 2023/24

### Sezon regularny
| Sezon        | Drużyna      | M    | S5   | MPG  | FG%   | 3P%   | FT%   | RPG  | APG | SPG | BPG | PPG  |
| ------------ | ------------ | ---- | ---- | ---- | ----- | ----- | ----- | ---- | --- | --- | --- | ---- |
| 2004/05      | Orlando      | 82   | 82   | 32,6 | 52,0% | 0,0%  | 67,1% | 10,0 | 0,9 | 0,9 | 1,7 | 12,0 |
| 2005/06      | Orlando      | 82   | 81   | 36,8 | 53,1% | 0,0%  | 59,5% | 12,5 | 1,5 | 0,8 | 1,4 | 15,8 |
| 2006/07      | Orlando      | 82   | 82   | 36,9 | 60,3% | 50,0% | 58,6% | 12,3 | 1,9 | 0,9 | 1,9 | 17,6 |
| 2007/08      | Orlando      | 82   | 82   | 37,7 | 59,9% | 0,0%  | 59,0% | 14,2 | 1,3 | 0,9 | 2,1 | 20,7 |
| 2008/09      | Orlando      | 79   | 79   | 35,7 | 57,2% | 0,0%  | 59,4% | 13,8 | 1,4 | 1,0 | 2,9 | 20,6 |
| 2009/10      | Orlando      | 82   | 82   | 34,7 | 61,2% | 0,0%  | 59,2% | 13,2 | 1,8 | 0,9 | 2,8 | 18,3 |
| 2010/11      | Orlando      | 78   | 78   | 37,6 | 59,3% | 0,0%  | 59,6% | 14,1 | 1,4 | 1,4 | 2,4 | 22,9 |
| 2011/12      | Orlando      | 54   | 54   | 38,3 | 57,3% | 0,0%  | 49,1% | 14,5 | 1,9 | 1,5 | 2,1 | 20,6 |
| 2012/13      | L.A. Lakers  | 76   | 76   | 35,8 | 57,8% | 16,7% | 49,2% | 12,4 | 1,4 | 1,1 | 2,4 | 17,1 |
| 2013/14      | Houston      | 71   | 71   | 33,7 | 59,1% | 28,6% | 54,7% | 12,2 | 1,8 | 0,8 | 1,8 | 18,3 |
| 2014/15      | Houston      | 41   | 41   | 29,8 | 59,3% | 50,0% | 52,8% | 10,5 | 1,2 | 0,7 | 1,3 | 15,8 |
| 2015/16      | Houston      | 71   | 71   | 32,1 | 62,0% | 0,0%  | 48,9% | 11,8 | 1,4 | 1,0 | 1,6 | 13,7 |
| 2016/17      | Atlanta      | 74   | 74   | 29,7 | 63,3% | 0,0%  | 53,3% | 12,7 | 1,4 | 0,9 | 1,2 | 13,5 |
| 2017/18      | Charlotte    | 81   | 81   | 30,4 | 55,5% | 14,3% | 57,4% | 12,5 | 1,3 | 0,6 | 1,6 | 16,6 |
| 2018/19      | Washington   | 9    | 9    | 25,6 | 62,3% | –     | 60,4% | 9,2  | 0,4 | 0,8 | 0,4 | 12,8 |
| 2019/20      | L.A. Lakers  | 69   | 2    | 18,9 | 72,9% | 60,0% | 51,4% | 7,3  | 0,7 | 0,4 | 1,1 | 7,5  |
| 2020/21      | Philadelphia | 69   | 6    | 17,3 | 58,7% | 25,0% | 57,6% | 8,4  | 0,9 | 0,4 | 0,9 | 7,0  |
| 2021/22      | L.A. Lakers  | 60   | 27   | 16,2 | 61,2% | 53,3% | 65,8% | 5,9  | 0,6 | 0,6 | 0,6 | 6,2  |
| Razem        |              | 1242 | 1078 | 31,8 | 58,7% | 21,4% | 56,7% | 11,8 | 1,3 | 0,9 | 1,8 | 15,7 |
| Mecze Gwiazd | Mecze Gwiazd | 8    | 6    | 23,3 | 64,2% | 15,4% | 45,0% | 8,8  | 1,5 | 0,6 | 1,1 | 12,1 |

### Play-offy
| Sezon | Drużyna      | M   | S5  | MPG  | FG%   | 3P%   | FT%   | RPG  | APG | SPG | BPG | PPG  |
| ----- | ------------ | --- | --- | ---- | ----- | ----- | ----- | ---- | --- | --- | --- | ---- |
| 2007  | Orlando      | 4   | 4   | 41,8 | 54,8% | –     | 45,5% | 14,8 | 1,8 | 0,5 | 1,0 | 15,3 |
| 2008  | Orlando      | 10  | 10  | 42,1 | 58,1% | –     | 54,2% | 15,8 | 0,9 | 0,8 | 3,4 | 18,9 |
| 2009  | Orlando      | 23  | 23  | 39,3 | 60,1% | 0,0%  | 63,6% | 15,3 | 1,9 | 0,9 | 2,6 | 20,3 |
| 2010  | Orlando      | 14  | 14  | 35,5 | 61,4% | –     | 51,9% | 11,1 | 1,4 | 0,8 | 3,5 | 18,1 |
| 2011  | Orlando      | 6   | 6   | 43,0 | 63,0% | 0,0%  | 68,2% | 15,5 | 0,5 | 0,7 | 1,8 | 27,0 |
| 2013  | L.A. Lakers  | 4   | 4   | 31,5 | 61,9% | –     | 44,4% | 10,8 | 1,0 | 0,5 | 2,0 | 17,0 |
| 2014  | Houston      | 6   | 6   | 38,5 | 54,7% | –     | 62,5% | 13,7 | 1,8 | 0,7 | 2,8 | 26,0 |
| 2015  | Houston      | 17  | 17  | 33,8 | 57,7% | –     | 41,2% | 14,0 | 1,2 | 1,4 | 2,3 | 16,4 |
| 2016  | Houston      | 5   | 5   | 36,0 | 54,2% | 0,0%  | 36,8% | 14,0 | 1,6 | 0,8 | 1,4 | 13,2 |
| 2017  | Atlanta      | 6   | 6   | 26,2 | 50,0% | –     | 63,2% | 10,7 | 1,3 | 1,0 | 0,8 | 8,0  |
| 2020  | L.A. Lakers  | 18  | 7   | 15,7 | 68,4% | 50,0% | 55,6% | 4,6  | 0,5 | 0,4 | 0,4 | 5,8  |
| 2021  | Philadelphia | 12  | 0   | 12,4 | 53,3% | 0,0%  | 60,0% | 6,3  | 0,7 | 0,2 | 0,5 | 4,7  |
| Razem |              | 125 | 102 | 31,6 | 58,9% | 14,3% | 54,8% | 11,8 | 1,2 | 0,8 | 2,0 | 15,3 |

## Kariera reprezentacyjna

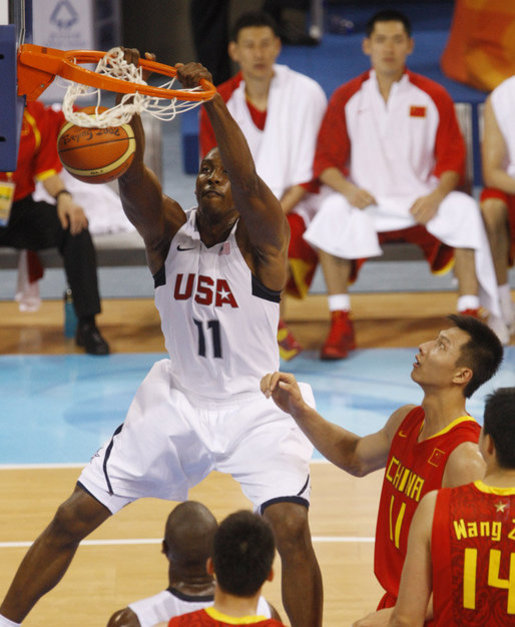
Howard podczas Igrzysk Olimpijskich w 2008

5 marca 2006 Howard dołączył do reprezentacji Stanów Zjednoczonych na lata 2006–2008, z którą, w ramach przygotowań przed Mistrzostwami Świata w Japonii, wygrał wszystkie z pięciu rozgrywanych meczów. Na owych mistrzostwach zdobyli zaś brązowy medal, a Howard we wszystkich dziewięciu spotkaniach wyszedł w pierwszej piątce.
Podczas Mistrzostw Ameryki w 2007 reprezentacja USA wygrała dziesięć spotkań i tym samym złoty medal, czym zapewniła sobie kwalifikację na Igrzyska Olimpijskie w Pekinie (2008). Howard ośmiokrotnie znajdował się w pierwszej piątce, zdobywając średnio 10 punktów i 5,3 zbiórki na mecz, będąc też liderem zespołu w skuteczności rzutów z gry, z wynikiem 81,4 procent. W finałowym meczu nad Argentyną trafił wszystkie ze swoich siedmiu rzutów, notując 20 punktów.
W 2008 był jednym z dwunastu członków reprezentacji Stanów Zjednoczonych na Igrzyska Olimpijskie w Pekinie (2008), która zdobyła złoty medal, wygrywając wszystkie mecze. W spotkaniach tych Howard zdobywał średnio 10,9 punktu i 5,8 zbiórki na mecz.
Howard był także początkowo w składzie reprezentacji Stanów Zjednoczonych na Igrzyska Olimpijskie w Londynie (2012), jednak z powodu kontuzji, na owe igrzyska ostatecznie nie pojechał.

## Życie prywatne
Jego ojciec – Dwight Sr był policjantem policji stanowej, pracując przy tym jako dyrektor sportowy w Southwest Atlanta Christian Academy. Związek ze sportem miała również matka Howarda – Sheryl, która grała w drużynie koszykarskiej podczas studiów w Morris Brown College.
Zanim został wybrany w drafcie NBA 2004, twierdził, że chce „chwalić imię Boga w lidze NBA i na całym świecie”. W 2004 wspólnie z rodzicami założył fundację The Dwight and Sheryl Howard Foundation, zajmującą się prowadzeniem zajęć pozalekcyjnych dla dzieci oraz organizowaniem obozów koszykarskich. W 2009 Howard znalazł się na liście dziesięciu nominowanych do Jefferson Awards – nagrody przyznawanej m.in. sportowcom za działalność charytatywną.
18 listopada 2007 urodził się syn Howarda i jego byłej już wówczas partnerki, a zarazem tancerki Orlando Magic – Royce Reed. W 2010 Howard złożył pozew o zasądzenie od Reed zadośćuczynienia w wysokości 551 606,74 dolarów z tytułu naruszenia dóbr osobistych (zniesławienia), twierdząc, że dyskredytowała go ona za pomocą Twittera i podczas jej występów w programie o żonach koszykarzy. Ostatecznie doszli oni jednak do porozumienia.